# Bief-du-Fourg
 Bief-du-Fourg  es una población y comuna francesa, situada en la región del Franco Condado, departamento de Jura, en el distrito de Lons-le-Saunier y cantón de Nozeroy.

## Demografía
| 161 | 150 | 125 | 136 | 122 | 131 |
| Para los censos de 1962 a 1999 la población legal corresponde a la población sin duplicidades (Fuente: INSEE [Consultar]) |     |     |     |     |     |